# قسم سبيدار الريفي (مقاطعة بوير احمد)
قسم سبیدار الريفي (بالفارسية: دهستان سپیدار) هي منطقة ريفية تقع في إيران في قسم. يقدر عدد سكانها بـ 8,494 نسمة .